# بنی سفدی
بنجامین سفدی (انگلیسی: Benjamin Safdie؛ زادهٔ ۲۴ فوریه ۱۹۸۶) کارگردان فیلم، فیلم‌نامه‌نویس، بازیگر و تدوینگر فیلم اهل ایالات متحده آمریکا است که بیشتر به دلیل همکاری با برادر بزرگترش، جاش سفدی به عنوان فیلم‌ساز شناخته می‌شود. از جمله آثار کارگردانی شده توسط او می‌توان به اوقات خوش (۲۰۱۷)، جواهرات تراش‌نخورده (۲۰۱۹) و ماشین کوبنده اشاره کرد. او در فیلم‌های لیکریش پیتزا (۲۰۲۱)، خدایا آن‌جایی؟ منم مارگرت (۲۰۲۳) و اوپنهایمر (۲۰۲۳) ایفای نقش کرده‌است.

## حرفه

### فیلم‌سازی
نخستین فیلم برادران سفدی در سال ۲۰۰۹ و به نام بابا لنگ‌دراز بود که فیلم‌نامه‌نویسی و تدوین آن نیز بر عهده خودشان بود. این فیلم در بخش دو هفته کارگردانان در جشنواره فیلم کن ۲۰۰۹ به نمایش درآمد. در سال ۲۰۱۳، نخستین فیلم مستند آنها به نام لنی کوک در جشنواره فیلم ترایبکا به نمایش درآمد